# メヘル・バーバー

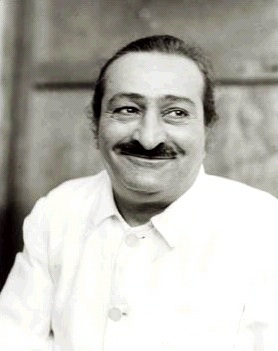
メヘル・バーバー

メヘル・バーバー （Meher Baba, ウルドゥー語: مهر بابا, ヒンディー語: महर बाबा、1894年2月25日 - 1969年1月31日）はインドの神秘家、霊的指導者である。
1954年に、自分は今世紀のアヴァターラ（神の化身）であると宣言した。
彼の墓（通称サマディ）はインドのメヘラバッド（Meherabad）にあり、信者たちの巡礼の地となっている。

## 概要

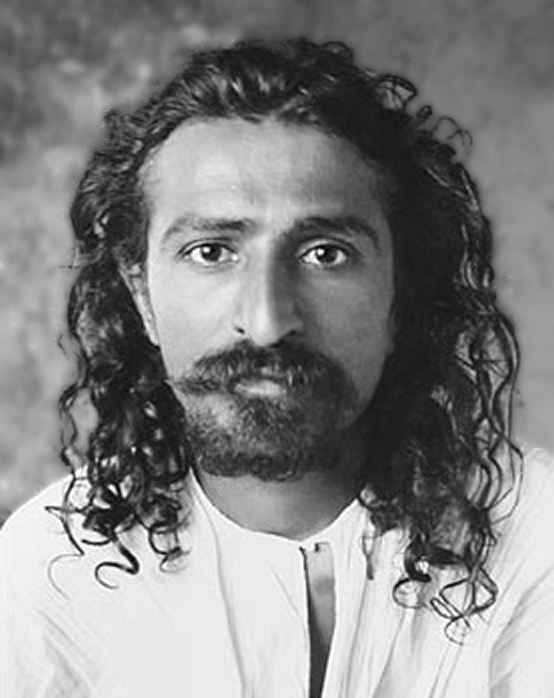
メヘル・バーバー

バーバーの霊的変遷は19歳だった1914年に始まり、7年間に及んだ。この間、彼は5人の霊的マスターに指導を受けた。彼が自分のミッションに目覚めて弟子を集め始めたのは、1922年の初頭で、27歳の時だった。初期の弟子達は、彼にペルシャ語で『慈愛深き父』を意味する『メヘル・バーバー』という名前を贈った。
バーバーは1925年7月10日から肉体としての生命を終える1969年1月31日までの44年間、ずっと沈黙を維持し続け、アルファベットが書かれたボードや、手を用いる独自のジェスチャーで意志を疎通した。彼の沈黙は、世間の人々だけでなく信者にも、神秘的な謎のまま残っている。
彼は長い期間、弟子達のサークルであるマンダリ（mandali）と共に独居生活を送り、その間は頻繁に断食をした。彼はまた広く旅をした。そしてダルシャンやサハバス（sahavas）と呼ばれる集会を開いて公衆を集め、ライ病患者や貧乏な人々への慈善活動にも従事した。1931年には初めて西洋諸国を多数歴訪して、多くの弟子を魅了した。

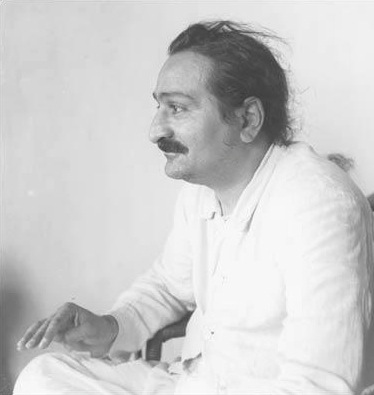
メヘル・バーバー（1941年）

1940年代、彼は殆どの間、マスト（masts）と呼ばれる特殊な霊的求道者と仕事をした。マストは内的な霊的体験によってトランス状態、もしくは神に酔える状態に入った人々だった。1942年、彼は『新しい人生（The New Life）』と呼んだ期間に入り、身分を隠して、選ばれたマンダリだけとインド中を旅して、謎に満ちた大いに説明不能な時期を過ごした。
1962年、彼は西洋諸国から多数の弟子を招いて、『東洋と西洋の集合』と呼ばれる大きな大衆ダルシャンを開いた。1966年には、LSDやサイケデリック・ドラックが大量に使用されている状況を危惧して、それらの薬物は真の利益をもたらさないと述べた。彼は健康状態が悪化していったにもかかわらず、1969年1月31日の死の直前まで、断食と独居を含む『ユニバーサル・ワーク』を続けた。
バーバーは、人生の大義や目的について数多くの講話を与えた。その中には輪廻転生の教えや、現象世界は幻影だという教えも含まれている。彼は宇宙は想像だ神こそが実際に存在すると、更にそれぞれの魂は、実際は神自身の神性を個別化して実現するために想像によって生じているが、実際は神であると教えている。それに加えて輪廻転生の生死を逃れ、”神-実現”を達成したいと望む求道者には実践的なアドバイスを与えている。彼はまたパーフェクト・マスターについての概念や、アヴァターについてや、彼が退縮と呼ぶ霊的な様々のステージについての概念も教えている。彼の最も重要な教えは『メヘル・バーバー講話集』（"Discourses"）と『神は語る』（"God Speaks"）という二冊の重要な本の中に記されている。
バーバーの遺産は、インドに彼が設立したアヴァター・メヘル・バーバー慈善トラスト（Avatar Meher Baba Charitable Trust）に含まれている。その中には、いくつかの情報センターと巡礼の場、ポップカルチャーのアーティストたちに及ぼした影響や、バーバーが常に用いていた「心配せずに、幸せであれ」（"Don't worry. Be happy."）などの表現などが紹介されている。

## 生涯と活動

### 生い立ちと若年期

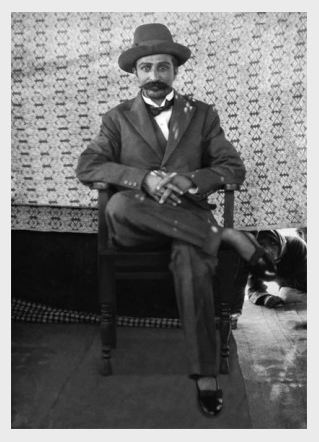
メヘル・バーバー（1915年頃）

バーバーは、1894年にインドのプーナでゾロアスター教徒のペルシャ系インド人の家庭に生まれた。父シェリアル・イラニー（Sheriar Irani）は母シレーン・イラニー（Shireen Irani）と結婚する前は、霊的経験を探求して放浪の生活を何年も送った人物だった。バーバーはイラニー夫妻の第二子として生まれ、俗名はメルワン・シェリア・イラニー（Merwan Sheriar Irani）だった。
彼は少年時代に、世界情勢に精通し慈善活動に資金を募ることを目的に『コスモポリタン・クラブ』を創設した。彼は何よりスポーツに関心があり、中学校ではクリケットチームの副キャプテンをしていた。青年時代には様々な楽器を奏で、詩を書いた。いくつかの言語に通暁し、特にハーフェズ、シェークスピア、シェリーの詩が好きであった。
彼は若い時には「まだ自分自身の運命の予感に惑わされることはなかった…」ようで、神秘的傾向や経験など全く持たなかった。プネーのデカン大学の2年生だった19歳の時、彼は非常に高齢の回教徒で、地元では聖者として尊敬されていたハズラッド・バーバージャン（Hazrat Babajan）と呼ばれる女性の聖者に出会った。彼女は彼の額にキスをした。この出来事が彼に深遠な影響を及ぼした。彼女のキスは彼の目を眩ませ、彼は普通の活動ができなくなった。
さらに彼は、タジュディン・バーバー（Tajuddin Baba）、ナラヤン・マハラジ（Narayan Maharaji）、 シルディ・サイ・バーバー（Sai Baba of Shirdi）、ウスパニ・マハラジ（Uspani Maharaji）という、当時のパーフェクト・マスター（Parfect Master）である5名の霊的指導者に接触した。彼が後年に語ったところによれば、マハラジは彼が自分の神秘経験を普通の意識に統合する手助けをして、彼神-実現の経験を減少させることなく世間で機能できるようにした。彼はウスパニと共に7年間生活した後、1921年後半、27歳の時、自分の追従者を集め始めた。初期の弟子達は、彼にペルシャ語で『慈愛深き父』を意味する『メヘル・バーバー』という名前を贈った。
1922年、彼はボンベイに“Manzil-e-Meem”（『マスターの家』）を設立し、弟子達に厳しい訓練と服従を強いる実践を始めた。一年後、彼はマンダリと共にアフマドナガルから数マイル離れた所へ移動して、そこを「メヘルが栄える」を意味するメヘラバッド（Meherabad）と名付けて、彼の活動のセンターになるアシュラムとした。1920年代、彼はメヘラバッドに学校、病院、薬局を開いて、カーストや宗教を問わず、全ての人々に開放した。
1925年7月、彼は一生続けることになる沈黙を自分に課し始めた。まずチョークと黒板、やがてアルファベット板や独自に生み出した手のジェスチャーを用いて意思の疎通を図った。1927年1月、彼は筆記用具の使用を一切断念した。

### 1930年代――西洋との最初の接触
1930年代、バーバーは、数回に渡るヨーロッパとアメリカ合衆国への旅行を含む広範囲に及ぶ世界旅行を開始し、西洋の弟子の親しいグループと最初の接触を確立した。彼は既に話すことも書くことも止めていたので、在インド・イギリス政府の書式に署名しなくても済むようにペルシャのパスポートで旅行した。
1931年、彼は客船ラージプタナで初めてイギリスに向かった。この船にはロンドンで開かれた第2回イギリス・インド円卓会議に出席するマハトマ・ガンディー（Mahatma Gandhi）が乗船していた。両者は船内で3回会談し、うち1回は3時間にも及んだ。イギリスの新聞はこれらの会談を特集した。だがガンディーの秘書は「新聞は、ガンディーがバーバーに援助も霊的アドバイスも如何なるアドバイスも決して求めなかった、と強く書くべきだ」と言った。
1932年5月20日、彼はニューヨークに到着して、記者クラブに1000単語に及ぶメッセージを提供した。その内容は信者のクエンティン・トッド（Quentin Tod）によって『アメリカへのメッセージ』として書かれた。彼はその中で、自分は『全てのものの無限の源泉を持っている者』だと宣言し、「私が沈黙を破る時に、私の本来のメッセージが世界中に配信され、受け入れられねばならないだろう」と、沈黙を破る意図があることも示唆している。彼はインドとイギリスの政治的状況に関しては全くコメントしなかったが、信者達は彼がガンディーに政治を放棄するように告げたと説明していた。
彼は欧米でゲイリー・クーパー、チャールズ・ロートン、タルラー・バンクヘッド、ボリス・カーロフ、トム・ミックス、モーリス・シュヴァリエ、エルンスト・ルビッチといった多くの有名人や芸術家と会った。1932年6月1日、メアリー・ピックフォードとダグラス・フェアバンクス・ジュニアが、ピックフェイア（Pickfair）で彼の為のレセプションを開催した。彼はそこでハリウッドへのメッセージを配布した。その結果、彼は『30年代の様々な情熱の一つ』として登場した。
1934年、彼はハリウッド・ボウルで自分に課した沈黙を破るつもりだと宣言した後、説明なしに予定を突然変更して、客船エンプレス・オブ・カナダに乗って香港へと旅立ってしまった。新聞連合会は「バーバーは状況が熟していないという理由で、沈黙破りを来年の2月まで延期した」と伝えた。
1930年代の後半に彼は西洋人の女性グループをインドへ招待し、インドとセイロン（現在のスリランカ）を縦断する一連の旅を企画した。その旅はブルー・バス・ツアー（Blue Bus Tours）として知られている。彼女達が帰国した時、多くの新聞がブルー・バス・ツアーをスキャンダルの機会だと捉えていた。1936年のタイム誌の総編集は、4年前の『長い髪の絹のようなペルシャ人、シリ・サッドガル・メヘル・バーバー（Shri Sadgaru Meher Baba）』に対する合衆国の熱狂ぶりを、「神は私の冒険である」という彼の言葉を引用して揶揄しながら報じた。

### 1940年代――『マスト（Masts）』と『新しい生活（New Life） 』
バーバーは1930年代と1940年代に、自分が『マスト（Masts）』と名付けた「神に酔える人々」と集中的に仕事をした。彼によれば、この人々は高い霊的次元を魅力的に経験したことによって障害者を抱えている。マストは一見すると不合理的で狂ってさえいるようだが、バーバーは彼等の霊的地位は実際には極めて高いと主張し、彼等に会って霊的な進歩の手助けすると同時に自分の霊的仕事に彼等の力を借りていた。最も良く知られたモハンメドというマスト（Mohammed Mast）は、2003年に亡くなるまでバーバーの施設内に同居していた。
1949年、彼は『新しい生活（The New Life）』と呼んだ謎に満ちた時期を開始した。彼は自分の最も難しい要求にさえ即座に対応できるか否かを試す様々な質問を投げかけて、自分と共に完全な「絶望と無力（hopelessness and helplessness）』の生活を送る20人の従者を選んだ。
彼は自分に依存して生活している人々の為に準備をし、彼と20人の選ばれた従者は、それ以外の目的の為の全ての財産と金融的責任を放棄した。彼等は『新しい生活の条件』という一連の厳格な規則に従って、食事を求めて乞食したり彼の指示を実行したりしながら、身分を隠してインド中を旅して回った。これらは、どんな状況でも絶対に受け入れ、どんな困難に直面しても常に陽気さを失わないことを含んでいた。規則に従えない仲間は送り返された。

彼は『新しい生活』について、次のように記している。
『新しい生活』は、終わりがない。私が肉体として死を迎えた後にも、『新しい生活』は、偽、嘘、憎しみ、怒り、強欲、欲情を完全に放棄する人生を生きる人々によって生き続けられるであろう。これらの人々は、完全な放棄の人生を達成するために、全く情欲も起こさず、誰にも害を与えず、陰口もきかず、物質的所有を求めず、権力も求めず、全く尊敬も受けず、名誉におもねらず、恥辱を否定せず、誰も何も恐れることがない。彼等は、全く、そして専ら神にのみ依存していて、愛するためにのみ純粋に神を愛している。彼等は、神を愛するものを信じていて、神の愛の顕示の真実を信じていて、全く何も霊的、物質的報酬を求めない。彼等は、真理を忠実に守り、悲惨な出来事に動揺せず、勇敢に全身全霊をもって100％の陽気さで全ての困難に直面する。彼等は、カーストや、教義や、宗教的セレモニーに全く重要性を置かない。この『新しい生活』は、独力で永遠に継続し、その生活を誰も行わなくなっても、生き続けるであろう。
1952年2月、彼は『新しい生活』を終結し、インドと西洋で大衆と接触する行事を再開した。

### 1950年代――『神は語る（"God Speaks"）』と交通事故
1950年代、バーバーは海外に二つのセンターを設立した。アメリカ合衆国のメヘル・スピリチュアル・センター（Meher Spiritual Center）と、オーストラリアのブリスベン近郊のアヴァターズ・アボード（Avatar’s Abode）である。
1952年4月、彼はマンダリの男性メンバー5人と女性メンバー6人と共にアメリカ合衆国を訪れ、サウスカロライナ州マートルビーチにメヘル・スピリチュアル・センターを発足した。同年5月24日、同センターからカリフォルニア州オウハイ（Ojai）にあるメヘル山（Meher Mount）へ向かう途中、オクラホマ州プラグー（Prague）の近くで、彼が乗った車が正面衝突した。彼と同乗者は車から投げ出され、多くの負傷をした。彼は脚を酷く骨折し、顔面にも鼻の骨折を含む重傷も負った。負傷者達はノースカロライナ州ダーラムのデューク大学病院で治療を受けた。彼はヨーポン砂丘（Youpon Dunes）で静養中に、女優エリザベス・パターソンが所有する土地で、自分がスーフィズム・リオリエンテッド（Sufism Reoriented）と名付けたスーフィーのグループを指導した。
1953年8月、彼はデヘラードゥーンでアルファベット板を用いて、主要な著書『神は語る』（"God Speaks"）の筆記を始めた。この本は創造とその目的を主要なテーマにしていた。1954年9月、彼はメヘラバッドで男性だけが参加したサハヴァスを行った。この集会は後に『3つの信じられない週』として知られるようになった。この頃、彼は『メヘル・バーバーの召命』という宣言を発し、「他の人々が抱く様々な疑念や確信に関わりなく」、自分がアヴァター（Avatar）であることを再度宣言した。このサハヴァスの終わりに、彼は『神は語る』をアメリカで編集して出版するために、スーフィズム・リオリエンテッドのメンバーであるLudwig H. DimpflとDon E. Stevensに完成した草稿を手渡した。同本はDodd, Mead and Companyによって、翌年に出版された。
1954年9月30日、彼は『最終宣言』のメッセージを発し、謎に満ちた様々な予言を残した。
1954年10月、彼はアルファベット板を廃止して、手を用いた独自のジェスチャーを使い始めた。以後、1969年に亡くなるまでの15年間、彼はこの方法を採用した。
1956年、5回目のアメリカ合衆国訪問の際、彼はニューヨークのデルモニコ・ホテル（Hotel Delmonico）に滞在した後、サウスカロライナ州マートルビーチのメヘル・スピリチュアル・センターへ向かった。7月にはワシントンD.C.に行き、アラビア・アメリカ石油会社の副会長James Terry Duceの夫人Ivyの家で友人や弟子たちを迎えた。その後、カリフォルニア州のメヘル山に向かい、さらにオーストラリアへと旅を続けた。
1956年12月2日、インドのサーターラーの郊外で、乗っていた自動車が制御不能となった結果、彼にとって2度目深刻な自動車事故に巻き込まれた。マンダリの一人であるNilu博士は死亡し、彼も骨盤骨折など幾つかの重傷を負った。彼は大いに努力のしたので、外科医達の予想を覆して再び歩けるようになったが、酷く不自由な体になった。常に痛みに苦しめられ、動き回る能力が極めて制限された。
1958年、アメリカ合衆国とオーストラリアへの最後の訪問が行われた。彼は所々で介添えを必要とした。

### 1960年代――晩年、そして薬物摂取に反対するメッセージ
1962年、バーバーは最後の国際貢献の一つとして、『東洋と西洋の集合』と呼ばれる集会を何回か開いた。これらの集会には西洋の信者とインド人の弟子が招かれて互いに出会う機会を与えられ、彼は肉体の痛みを押して何千人もの人々にダルシャン（darshan）を与えた。
1960年代の半ば、バーバーは西洋でますます流行していたドラッグ文化に関心を持つようになり、ティモシー・リアリーやラム・ダスことRichard Alpertなど、西洋の学識経験者たちと書簡を交わし始めた。その中で、彼はあらゆる幻覚剤を霊的な目的で使用することに強く反対の意を示した。1966年、薬物に関する質問に対する彼の回答が"God in Pill?"という題のパンフレットで公表された。彼は薬物を用いることは霊的にダメージを与え、もし悟りが薬物によって可能なら「神は、神であることに値しないことになる」と述べた。彼は西洋人の若い弟子達を指導して自分のメッセージを広めさせた。それによって、この時期に若者達の間に彼の教えに対する認識が増大した。フレデリック・チャップマンとの会見の中で、バーバーはLSDは「肉体的、精神的、霊的に有害である」と述べ、「LSDの継続使用は、狂気や死に導く」と警告した。
このような背景によって、合衆国、ヨーロッパ、オーストラリアの信奉者が反ドラッグのキャンペーンを始めた。このキャンペーンの大部分は成功しなかったが、新しい信者の波を生み出し、彼の考え方の幾つかが幻覚剤の利点や危険についての学術的論争に反映されるきっかけになった。
1962年の『東洋と西洋の集合』の後、彼の健康は明らかに悪化した。肉体の衰えにもかかわらず、彼は長期間に渡って独居や断食を続けた。1968年7月の後半、特に過酷な独居の時期を完遂した後、この時までに自分の仕事を「100％以上の満足で完成した」と述べている。この時、彼は車椅子を用いていた。彼の症状は2,　3ヶ月のうちに悪化して、彼は床に伏すようになった。肉体は強い筋肉痙攣によって痛み、医学的原因は不明だった。数名の医師が治療を施したにもかかわらず、痙攣はますます悪化した。
1969年1月31日、バーバーはメヘラバッドの自宅で息を引き取った。彼は最後のジェスチャーで「私が神であることを忘れてはならない」と伝えた。当時、彼の熱心な信者たちは、死の記念日を『死のない日』Amartithi（deathless day）と呼んだ。彼の体はメヘラバッドの霊廟に、バラで飾られ氷で冷やされて威儀堂々と安置された。最後の埋葬まで一週間に渡って、大衆にお別れの機会が与えられた。
バーバーは死の前、プーナで大衆に向けたダルシャンを行なう計画を立てて熱心に準備していた。もはや彼の肉体が存在しないにもかかわらず、マンダリ達はダルシャンを計画通りに実行することに決めた。数千人が最後のダルシャンに訪れ、合衆国、ヨーロッパ、オーストラリアから何百もの人々が献花した。

## 沈黙
バーバーは1925年7月10日から1969年の死まで、沈黙を守った。最初は、アルファベット板を用いて意志を疎通したが、後になってユニークな手のジェスチャーを用いた。その手振りを解釈して言葉にできたのは、マンダリの中でも弟子のEruch Jessawalaだけだった。バーバーは、自分の沈黙は霊的な鍛錬としてではなく、唯一ユニバーサルワークに関係して理解されるべきだと述べた。
人間が神の言葉に沿って生きることができないので、アヴァターの教えは嘲りの対象になりつつある。バーバーが教えた共感を実践する代わりに、人は彼の名前で戦争を始める。謙虚や、純粋さや、バーバーの言葉の真理を生きる代わりに人は憎しみや、強欲や、暴力に道を譲る。人は過去に神によって示された原理や教説に耳を貸してこなかったので、この現在の私のアヴァターとしての姿では、私は沈黙を守るしかない。
　バーバーは、その言葉を全ての人の心（heart）に語ることによって、全ての生きとし生けるものを霊的に進歩向上させるようにバーバーが沈黙を破る瞬間がいつかについてシグナルを送ることがよくあった。
私が沈黙を破る時に、私の愛の衝撃が普遍的なものであり、被造界の全ての生命がそれを理解し、感じ、受け取ることになる。その言葉は、全ての個人が、自分のやり方で自分自身の束縛から自由になる手助けができるようになるだろう。私は、君が自分を愛しているよりももっと深く君を愛している最愛のものだ。私の沈黙破りは、君が自分自身の大我を知ることによって自分を理解する役に立つであろう。
バーバーの沈黙破りは、この世の霊的進歩の画期的な出来事になるだろう。
私がその言葉を話す時に、次の700年間に起こる予定の物事の基礎を形成するつもりである。
　多くの場合、バーバーは死ぬ前に耳に聞こえる言葉によって沈黙を破ると約束した。そして、沈黙破りが起こる時に、特定の時と場所を告げることがあった。しかし、全ての現代に残された記事によればバーバーは死ぬまで沈黙したままであった。彼が沈黙を破らなかったので、信者のうちのあるものは失望し、他の信者はこの約束破りは彼等の信仰のテストだとしている。信者の中には「その言葉は未だ語られていない」と考える者も、バーバーは実際に物理的にではなく精神において沈黙を破ったのだと考える者もいる。
バーバーは何年にも渡って、信者たちに7月10日は沈黙を始めた記念の日であるので沈黙や断食や祈りを厳格に守るように求めていた。1968年、生前最後の沈黙の日、彼の信者への要求は沈黙を守ることだけだった。信者の多くは、彼を尊敬して沈黙を守って、沈黙を祝福し続けている。    

## 教え
バーバーの教えは大きく二つのカテゴリーに分けられる。それらは魂の性質や宇宙の性質に関する形而上学と、霊的求道者への実際的アドバイスで、両者は相互に関係し合っている。バーバーの形而上学は、『神は語る』（"God Speaks"） という主要な本に殆ど全て記されている。同書は、魂の進歩についてと同様に、彼の宇宙観、人生の目的について詳しく説明している。一方、実際的な霊的生活の詳しい説明は、『メヘル・バーバー講話集』（"Discourses"）に殆ど含まれている。同書には『神は語る』を鏡で映したり拡大したような形而上学的部分がある。

### 『神は語る』（"God Speaks"）
バーバーは『神は語る』で、無意識の神の本来の状態から意識のある神への究極的到達への魂の旅を描いている。全ての旅は、想像の旅である。その旅では、神の本来の分離不可能の状態が、数限りない個別化された魂になることを想像する。個別化された魂を、バーバーは無限の大洋の内部の泡に例えている。それぞれの魂が、自分が何か意識したいという欲望によって力を得て、意識の最も基本的形態の中でその旅を始める。この制限は、その形態をますます意識のある状態へ向かって進歩させるためにより進化した形態を必要とする。意識は、それぞれの形態が収集できる印象と関係して成長する。
バーバーによれば、それぞれの魂は、進化することによって意識的な神性を追求する。即ち、7つの段階、つまり、石、金属、野菜、虫、鳥、動物、そして人間を経過して、想像した形態の連続の中に、魂それ自身を表現するのである。魂はそれ自身を進化の中で連続する形態と自己同一化している。そのようにして幻影の連続は続くのである。この形態の進化の中で、思考も増大し、遂には、人間の形態で思考は無限となる。人間の形態をとっている魂は、意識のある神と成ることができるが、その魂が進化の間に収集した全ての印象は幻影であり、魂が自分自身を理解するのを妨げる障壁を生み出している。この障壁を克服するためには、人間の形態で何回も生まれることが必要とされ、それは輪廻転生と名付けられている。
遂には魂があるステージに到達する。そのステージでは、以前に収集した印象が薄くなったり厚くなったりするので魂は退縮と呼ばれる最終段階に入る。このステージに入るためにも、何回もの生死が必要となる。その転生の間に、魂は、心の内側の旅を始める。その旅によって、魂は、神としての真の同一性を理解する。バーバーは、この内面の神実現への旅を彼が諸平面と呼ぶ7つの段階に分けている。この全プロセスは、神実現へ向かう第7段階へと上り詰めていく。この第7段階で個々の魂にとって人生のゴールが到達される。    

### 『メヘル・バーバー講話集』（"Discourses"）
『メヘル・バーバー講話集』は、霊的求道者の進歩に関係する沢山のトピックスについてバーバーが与えた説明や解説の集大成である。取り扱われている最も重要なトピックの幾つかは、sanskaras（精神における印象）、Maya（幻影の原理）、エゴの性質、輪廻転生、カルマ、暴力と非-暴力、冥想、愛、弟子であること、神実現である。バーバーの説明は、インドの伝説や、Sufi文化の伝説から取られた物語を含んでいることが多い。一つのそのような物語は、賢者と幽霊であるように、迷信が人に及ぼす影響についてであり、もう一つのものはMajnunとLaylaのような物語で、人間同士の関係においても、無私の愛がどのように子弟関係のような純粋な無私の愛へ人を導くかを示している。
そのようにバーバーは、人を神実現へ向かい続けさせる多くの示唆を与えてくれる。これらの示唆は、理論を実践へと導くものや、欲望を内面的に放棄するものや、人類やマスターに対して無私の奉仕を与えることや、自発性を含んでいる。一方で、人を幻影に縛りつける行動を避けることも含んでいる。しかし、モラルのルールを列挙するよりむしろ、バーバーは、ある行動は、その人の解放に導くのに、何故ある行動はその人を縛ってしまうのかに関して理解する糸口を与えてくれる。多くの章が、意識が、喜びと痛みや、善と悪のような対立する経験の間に囚われてしまうかについてのメカニズムをよく理解できるように説明し、それらを超越する道を指摘している。

### パーフェクト・マスターとアヴァター
バーバーは「地球上には常に56人の神実現した魂が存在し、これらの魂のうちの5人がこの時代の『5人のパーフェクト・マスター』を形成する」と語っている。5人のうちの一人が死ぬと、56人の中でもう一人の魂がその後を継いで取って代わるという。
彼によれば、アヴァターは特別なパーフェクト・マスターで、神実現を他のどんな魂より先に実現した最初の御魂である。この魂は、大本のパーフェクト・マスター、或いは古代からのマスターと呼ばれ決して地上に下生するのを止めない。バーバーは、この特別の御魂が神の状態の化身となる。そのような存在はヒンズー教ではヴィシュヌと呼ばれ、スーフィズムではParvardigar、つまり神の状態の維持者であり保持者である。アヴァターは700年～1400年毎に地上に降臨し、神実現へ向かう決して終わらない旅において被造界が進歩するプロセスを手助けするために時代のマスター5人によって、人間の形態へと「引き降ろされる」。バーバーは、過去にはザラスシュトラ、ラーマ、クリシュナ、釈迦、キリスト、ムハンマドがこの役割を担ったと語っている。
バーバーは「アヴァターは人が自分は何者かを計り、自分が何者に成り得るのかを計るものさしである」と表現した。アヴァターは人間の価値基準を神的な人間の人生の観点で解釈することによって「人間の価値の基準を正しいものにする」のである。
バーバーの信者の殆どは、彼が自分はアヴァターだと主張したことを受け入れた。彼はこの時代のアヴァターとして、世界中で何百万もの人々に、神実現した存在として尊敬されていると言われる。

## 遺産

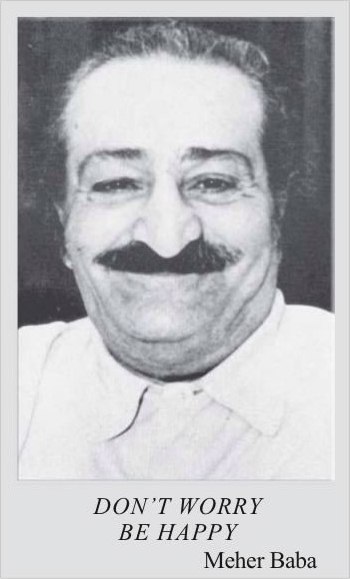
インスピレーション・カード（1966年）

バーバーの旅と教えは、世界中に弟子や熱心な信者を残した。彼は布教には消極的で「自分は宣伝や有名になることには全く興味がない」と語り、むしろ信者達に「自分の人生そのものが私の愛と真理を伝える他人へのメッセージとなるような生き方をしなさい」と励ました。そして「できるだけ遠くに、できるだけ広く、私のメッセージが広がるように」しなさいと諭した。
1959年に彼が設立したアヴァター・メヘル・バーバー慈善トラストは、無料の学校、薬局、白内障クリニック、獣医学病院と並んで、彼の聖廟や巡礼者の施設を所有している。同トラストは彼が残した規約に従って運営されているが、グループ全体の霊的な権威としては機能しておらず、宣伝に従事したり教義やドグマを守ったり転宗を勧めることもない。
信者は確立された儀式を全く持たず、多くの人々がプージャ、aartis（聖なるものや神々を賛える歌）、祈り、音楽、演劇、バーバーの映画の鑑賞など、自由に選んで実践している。信者が大切にしていることは彼が承認するであろう人生を生きることにあり、例えば幻覚剤やマリファナの使用を差し控え、愛を持って神を憶う努力をすることである。
彼の信者の集会は一般には非公式である。Amartithi（称賛の集い）、死の記念日、誕生日に集合することも大いなる努力を必要とする。信者の多くは7月10日には沈黙を守り、彼が存命中に信者に命じたことを遵守する。インドの彼の霊廟では、朝と夕方にAartiが行われている。またメヘラバッドでは、信者が毎月12日にdhuniの火を灯す実践を続けている。
バーバーは早くも1932年に時の著名人たちに接触したので、活動の初期から大衆の注目を受けていた。更にポール・ブラントンが著書"A Search in Secret India"（1934年）にかなり幻滅した記事を書いたり、西洋のポップカルチャーにおいて様々に言及されたので、死後も注目されている。
イングランドのロック・バンドであるザ・フーのピート・タウンゼントは、1960年代末にバーバーの信奉者となった。彼はユニヴァーサル・スピリチュアル・リーグ（Universal Spiritual League）が発表したアルバム『ハッピー・バースデイ』（1970年）、『アイ・アム』（1972年）、『ウィズ・ラヴ』（1976年）の制作に、他の信奉者と共に参加した。ザ・フーが1969年に発表したアルバム『トミー』はバーバーに捧げられたレコードの巻頭を飾った。彼等の1971年のアルバム『フーズ・ネクスト』に収録された「ババ・オライリィ」（Baba O’Riley）の曲名はバーバーの名前にちなんでいる。
アメリカのシンガー・ソングライターであるメラニー・ソフィカは、1970年に発表したシングル“Lay Down (Candles in the Rain)”の中に、“Meher Baba lives again.”という叙事詩を盛り込んだ。アメリカのジャズ・シンガーであるボビー・マクファーリンが歌った1988年のグラミー賞受賞曲“Don’t Worry, Be Happy”はバーバーのポスターやインスピレーション（霊感）を与えるというカードによく使われた人気のあるフレーズに影響されている。漫画家のJ. M. DeMatteisの"Doctor Fate"や"Seekers Into The Mystery"などの作品には、バーバーの哲学の概念同様に彼をモチーフにした名前無き人物像も頻繁に登場した。
2012年にオランダで公開されたドキュメンタリー・フィルム"Nema Aviona za Zagreb"には、1967年に撮影されたバーバーの独占インタビューが収録された。彼は神-実現と薬物による幻覚との相違点を説明しており、このインタビューは同フィルムの中心的役割を担っている。